# بيني الا فودكا
بيني الا فودكا أو بيني بالفودكا هو طبق المعكرونة المصنوع من الفودكا والمعكرونة بيني، وعادة ما يتم إعداده باستخدام الكريمة الثقيلة والطماطم المهروسة والبصل وأحيانًا النقانق أو البانشيتا أو البازلاء.
أصبحت الوصفة شائعة للغاية في إيطاليا والولايات المتحدة في الثمانينات تقريبًاء.  وهكذا أصبحت الوصفة أيقونة للمأكولات العصرية في ذلك الوقت، والتي فضلت استخدام الكريمة في بداياتها. حتى اليوم، يُعد طبقًا نموذجيًا للمطبخ الإيطالي الأمريكي . 

## أصول
يشهد أول استخدام للفودكا في طبق المعكرونة في عام 1974 ، عندما نشر الممثل الإيطالي الشهير أوغو توجنازي كتاب الطهي L'Abbuffone.